# 青屿汛城
青屿汛城，位于中国广东省揭阳市揭东区地都镇，为揭东区文物保护单位，类型为古建筑，公布时间为1990年。
青屿汛城的历史年代为清顺治十五年。